# MKLNtic
MKLNtic（マカロンティック）は、日本の女性2人組音楽ユニット。

## 概要
2022年8月に結成。
2022年10月、テレビアニメ『宇崎ちゃんは遊びたい！ω』エンディングテーマ曲『はっぴーらいふ 』を担当。

## メンバー
- 鹿乃

ボーカル。ギターも担当することがある。
- ろん

ボーカル。

## ディスコグラフィ

### タイアップ曲
| 楽曲           | タイアップ                                                | 時期   |
| -------------- | --------------------------------------------------------- | ------ |
| はっぴーらいふ | テレビアニメ『宇崎ちゃんは遊びたい！ω』エンディングテーマ | 2022年 |